# Castianeira crocata
Castianeira crocata là một loài nhện trong họ Corinnidae.
Loài này thuộc chi Castianeira. Castianeira crocata được Nicholas Marcellus Hentz miêu tả năm 1847.